# Pseudolasius streesemanni
Pseudolasius streesemanni är en myrart som beskrevs av Hugo Viehmeyer 1914. Pseudolasius streesemanni ingår i släktet Pseudolasius och familjen myror. Inga underarter finns listade i Catalogue of Life.